# Galactosomum stelleri
Galactosomum stelleri is een soort in de taxonomische indeling van de platwormen (Platyhelminthes). De worm is tweeslachtig en kan zowel mannelijke als vrouwelijke geslachtscellen produceren. De soort leeft in zeer vochtige omstandigheden. 
De platworm behoort tot het geslacht Galactosomum en behoort tot de familie Heterophyidae. De wetenschappelijke naam van de soort werd voor het eerst geldig gepubliceerd in 2002 door Dailey, Demaree & Critchfield.